# Rhamphadoretus simplex
Rhamphadoretus simplex är en skalbaggsart som beskrevs av Ohaus 1912. Rhamphadoretus simplex ingår i släktet Rhamphadoretus och familjen Rutelidae. Inga underarter finns listade i Catalogue of Life.